# Oxiplumbopiroclor
L'oxiplumbopiroclor és un mineral de la classe dels òxids que pertany al grup del piroclor.

## Característiques
L'oxiplumbopiroclor és un òxid de fórmula química Pb₂Nb₂O₆O. Va ser aprovada com a espècie vàlida per l'Associació Mineralògica Internacional en el mes d’agost de l'any 2024, i encara resta pendent de publicació. Cristal·litza en el sistema isomètric.
Segons la classificació de Nickel-Strunz pertany a «04.DH: Òxids amb proporció Metall:Oxigen = 1:2 i similars, amb cations grans (+- mida mitjana); plans que comparteixen costats d'octàedres». L'exemplar que va servir per a determinar l'espècie, el que es coneix com a material tipus, es troba conservat a les col·leccions del Museu Geològic de la Xina, a Pequín (República Popular de la Xina), amb el número de catàleg: Bayan-Obo-W2-OPb-pcl.

## Formació i jaciments
Va ser descoberta al dipòsit de Bayan Obo, a la ciutat de Baotou (Mongòlia Interior, República Popular de la Xina). També se n'ha trobat a la península de Kola, a lóblast de Múrmansk (Rússia). Aquests dos indrets són els únics de tot el planeta on ha estat descrita aquesta espècie mineral.